# 蔦一流
蔦一流（つたいちりゅう）は、新舞踊、新民謡を業とした舞踊の独立流派。昭和54年(1979年)3月4日家元・蔦一悟丈(本名:中曽根悟朗)が創始。

## 概要
当初、民謡の先生に習い各地を研修して廻る。民謡を踊りながら日本舞踊の師範に教えを仰ぐ。藤間流師匠(当時80歳)に付き花柳流、坂東流、若柳流、花沢流と多くの師範に恵まれ稽古を積む舞踊家だった蔦一悟丈が、兼ねてから切望していた独立流派を創設。
踊りの特徴について門弟は、「難しいが歌の情景が映し出される振付(舞)が良い」と評している。
豊かな経験と独創的な振付が魅力の舞踊であったが、家元・蔦一悟丈の病とともに衰退の一途を辿った。
現在では家元・蔦一悟丈の嫡男である蔦一禄丈など一部の名取たちが、地域の舞踊愛好家たちの指導をしている。

## 経歴
- 蔦一悟丈　元千葉市民踊連盟会長(現・千葉市舞踊連盟)

## 師範
- 蔦一須賀(本名:中曽根須賀子)

## 名取
- 蔦一禄丈
- 蔦一由丈